# 마지막 수업 (영화)
마지막 수업(Etre Et Avoir, To Be And To Have)은 프랑스에서 제작된 니콜라 필리베르 감독의 2002년 다큐멘터리 영화이다. 조지스 로페즈 등이 주연으로 출연하였고 질 샌도즈 등이 제작에 참여하였다.

## 출연

### 주연
- 조지스 로페즈

## 제작진
- Ass-PD: 서지 라로우